# Lyne Cote
Lyne Cote es una deportista canadiense que compitió en taekwondo. Ganó una medalla de bronce en el Campeonato Panamericano de Taekwondo de 1996 en la categoría de –65 kg.

## Palmarés internacional
| Campeonato Panamericano | Campeonato Panamericano | Campeonato Panamericano | Campeonato Panamericano |
| Año                     | Lugar                   | Medalla                 | Categoría               |
| ----------------------- | ----------------------- | ----------------------- | ----------------------- |
| 1996                    | La Habana (Cuba)        | Medalla de bronce       | –65 kg                  |